# Аналитическое решение
Аналитическое решение (англ. closed-form expression — выражение в замкнутой форме) — математическое выражение с конечным числом стандартных операций.

## Пример: корни многочленов
Решения любого квадратного уравнения с комплексными коэффициентами могут быть выражены аналитически через сложение, вычитание, умножение, деление и извлечение квадратного корня, каждое из которых является элементарной функцией. Например, для квадратного уравнения
{\displaystyle ax^{2}+bx+c=0,}
решения могут быть выражены в элементарных функциях:
{\displaystyle x={\frac {-b\pm {\sqrt {b^{2}-4ac}}}{2a}}.}
Аналогично решения уравнений кубической (третьей) и четвёртой степени  могут быть выражены с помощью арифметики, квадратных корней и корней n -й степени. Однако уравнения пятой степени, например x5 − x + 1 = 0, в этом смысле не имеет аналитических решений; это теорема Абеля-Руффини.
Изучение существования замкнутых форм у корней многочленов является исходной мотивацией и одним из главных достижений области математики, получившей название теории Галуа.

## Альтернативные определения
Изменение определения «хорошо известного» для включения дополнительных функций может изменить набор уравнений с решениями в замкнутой форме. Многие функции распределения не могут быть выражены аналитически, если только не считать хорошо известными специальные функции, такие как функция ошибки или гамма-функция. Уравнение пятой степени можно решить, если включить общие гипергеометрические функции, хотя решение слишком сложно алгебраически, чтобы быть полезным. Для многих практических компьютерных приложений вполне разумно предположить, что гамма-функция и другие специальные функции хорошо известны, поскольку численные реализации широко доступны.

## Аналитическое выражение
Аналитическое выражение (также известное как выражение в аналитической форме или аналитическая формула) — это математическое выражение, построенное с использованием хорошо известных операций, которые легко поддаются вычислению. Подобно выражениям в закрытой форме, набор хорошо известных разрешенных функций может варьироваться в зависимости от контекста, но всегда включает основные арифметические операции (сложение, вычитание, умножение и деление), возведение в степень до действительного показателя степени (включая извлечение n-го корня), логарифмы и тригонометрические функции.
Однако класс выражений, считающихся аналитическими, как правило, шире, чем класс выражений в закрытой форме. В частности, обычно допускаются специальные функции, такие как функции Бесселя и гамма-функция, а также часто допускаются бесконечные ряды и непрерывные дроби. С другой стороны, пределы вообще и интегралы в частности обычно исключаются.
Если аналитическое выражение включает только алгебраические операции (сложение, вычитание, умножение, деление и возведение в степень до рационального показателя) и рациональные константы, то оно более конкретно называется алгебраическим выражением.

## Сравнение разных классов выражений
Выражения в закрытой форме являются важным подклассом аналитических выражений, которые содержат ограниченное или неограниченное количество приложений известных функций. В отличие от более широких аналитических выражений выражения в закрытой форме не включают бесконечные ряды или непрерывные дроби; не включает интегралов или пределов. Действительно, по теореме Стоуна — Вейерштрасса любая непрерывная функция на единичном интервале может быть выражена как предел многочленов, поэтому любой класс функций, содержащих многочлены и замкнутый относительно пределов, обязательно будет включать все непрерывные функции.
Точно так же говорят, что уравнение или система уравнений имеют решение в закрытой форме тогда и только тогда, когда по крайней мере одно решение может быть выражено в виде выражения в закрытой форме; и говорят, что оно имеет аналитическое решение тогда и только тогда, когда хотя бы одно решение может быть выражено в виде аналитического выражения. Существует тонкое различие между «функцией в закрытой форме» и «числом в закрытой форме» при обсуждении «решения в закрытой форме», обсуждаемом в (Chow 1999) и ниже. Закрытое или аналитическое решение иногда называют явным решением.
Шаблон:Mathematical expressions

## Работа с выражениями незамкнутой формы

### Преобразование в выражения закрытой формы
Выражение:{\displaystyle f(x)=\sum _{n=0}^{\infty }{\frac {x}{2^{n}}}}не имеет закрытой формы, так как суммирование влечет за собой бесконечное число элементарных операций. Однако суммированием геометрического ряда это выражение можно представить в замкнутом виде:{\displaystyle f(x)=2x.}

### Дифференциальная теория Галуа
Интеграл выражения в закрытой форме сам по себе может выражаться или не выражаться в виде выражения в закрытой форме. Это исследование называется дифференциальной теорией Галуа по аналогии с алгебраической теорией Галуа.